# 30288 Conelalexander
30288 Conelalexander este o planetă minoră (asteroid), cu un diametru de 6,572 km, din centura de asteroizi. A fost descoperită pe 26 aprilie 2000 la Stația Anderson Mesa de Lowell Observatory Near-Earth-Object Search. 
Obiectul prezintă o orbită caracterizată de o semiaxă mare de 2,7959753 UAi, o excentricitate de 0,06, o înclinație de 5,03475 ° în raport cu ecliptica.